# Đua lợn

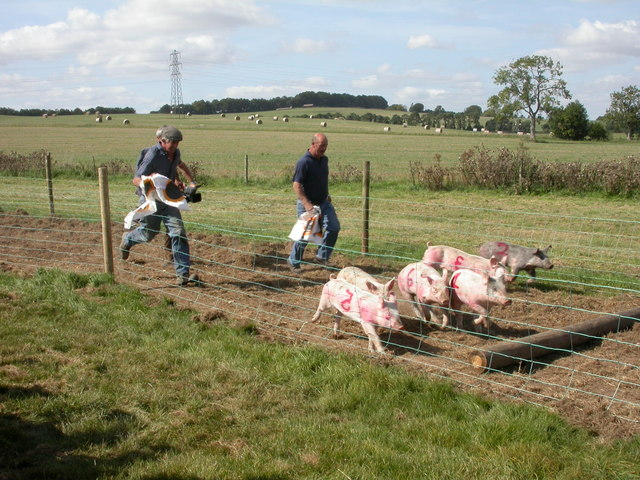
Một cuộc đua lợn

Đua lợn hay đua heo (Pig racing) là một môn thể thao thú vật, theo đó người ta tổ chức cho những con lợn chay đua với nhau để tạo ra sự giải trí, thích thú cho người xem, những con lợn sẽ chạy đua với nhau trong một khu vực nhỏ, khép kín hay chạy trên nền cỏ giả, đường chạy sỏi hoặc các thùng có khung thép. Cuộc đua này thường hoàn toàn là để giải trí hoặc quyền tiền từ thiện, và cá cược hiếm khi là một phần của sự kiện này, vì các cuộc đua là sự kiện thân thiện với cộng đồng. Hoạt động đua lợn ở châu Âu và Mỹ thường là một điểm thu hút tại các hội chợ, ở Việt Nam thì một số nơi thường tổ chức đua lợn nhân dịp Tết đến, xuân về.

## Trên thế giới

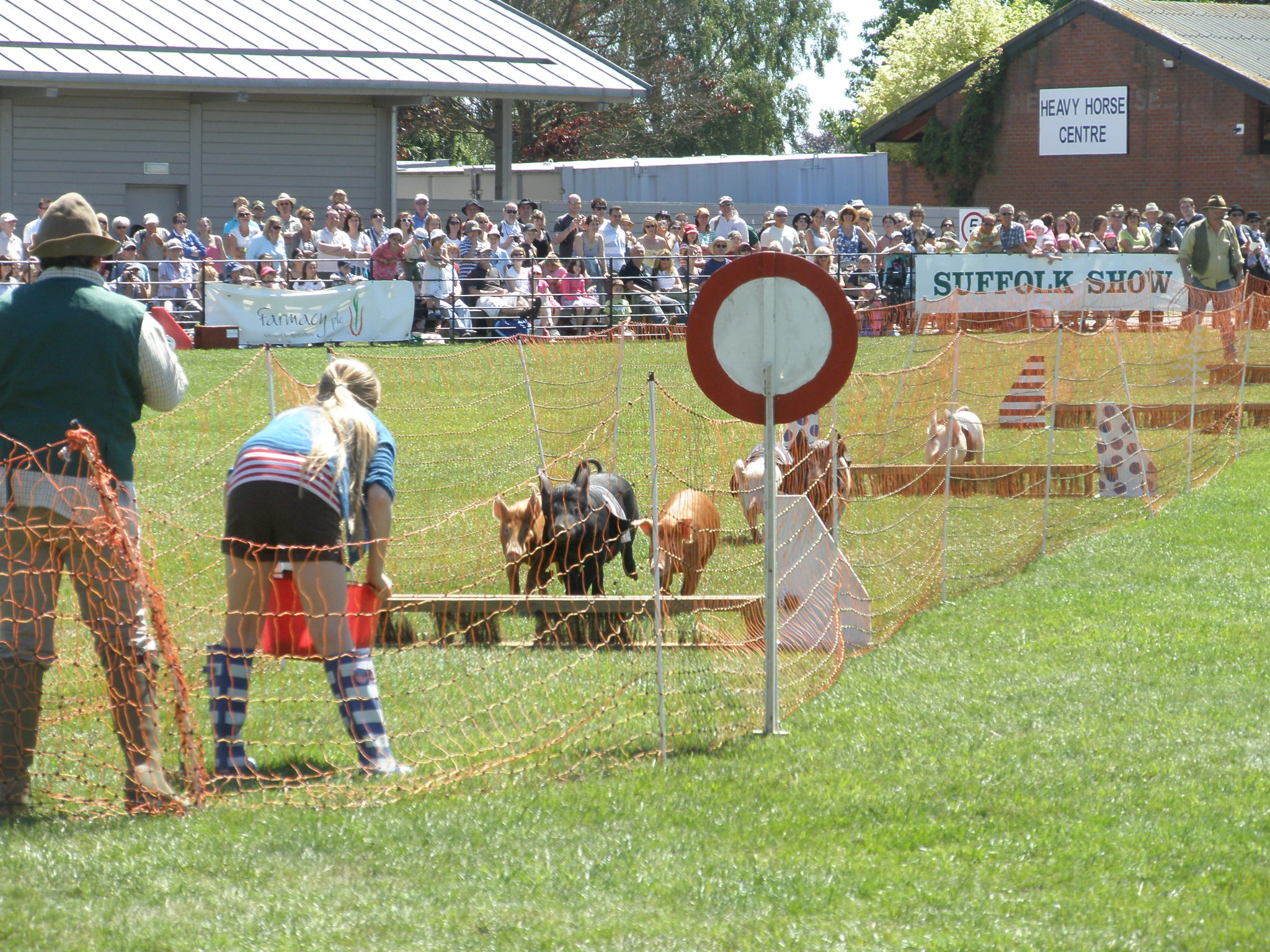
Đua heo ở Suffolk

Đua heo là một lễ hội truyền thống ở Nga xuất hiện từ thế kỷ XVII và diễn ra định kỳ hàng năm vào ngày 20 tháng 3. Đua heo cũng rất phổ biến tại miền Nam nước Mỹ. Chính vì quá gần gũi với đời sống con người và đem lại những tiếng cười thú vị nên đua heo sau đó đã xuất hiện thêm ở các nước khác như Trung Quốc, Thái Lan, vương quốc Anh và thậm chí, người ta còn thành lập Liên đoàn Thể thao heo và tổ chức cả Olympic dành cho heo với 3 môn chính chạy đua, bơi và đá bóng. Đua lợn có thể được tìm thấy ở Úc, Ireland và Hoa Kỳ.
Ở Trung Quốc còn có cuộc đua lợn vượt chướng ngại vật, hoạt động đua lợn kỳ lạ được tổ chức ở đảo du lịch Trương Gia Khấu thu hút rất nhiều du khách trong mùa xuân hay Tại trang trại động vật ở tỉnh Hà Bắc, Trung Quốc, những chú lợn đang tập luyện thể lực để chuẩn bị cho cuộc đua vào những ngày Tết. Ở Anh một người nông dân tại Anh đã có một cách thức dự đoán kết quả việc Anh rời EU là đua heo để dự đoán Anh đi hay ở lại EU, những chú heo tại nông trại ở Pennywell lại thử sức trong việc dự đoán nước Anh sẽ rời đi hay ở lại EU, người dân địa phương háo hức với sự kiện này chủ yếu do niềm vui mà cuộc đua mang lại.

## Theo quốc gia

### Việt Nam
Trò chơi đua heo ở Yang Bay xuất phát từ một phong tục của dân tộc Raglai ở đây. Đây là trò chơi xuất phát từ phong tục của người đồng bào Raglai. Trong các dịp lễ Tết, mỗi gia đình trong buôn làng đều chọn ra một chú heo khỏe nhất để chạy thi với những chú heo khác. Chú heo nào thắng cuộc sẽ được mổ thịt để cúng tế thần linh và chiêu đãi cả làng. Nhà nào có heo thắng cuộc sẽ được nhận phần thưởng và hy vọng một năm mới đầy may mắn sẽ đến với gia đình. Các con heo ở đây có nguồn gốc từ một giống heo ở địa phương, sống ven rừng, người dân vẫn thường gọi là heo đen được lai với heo rừng. Đây là loài heo có sức đề kháng cao, sức khỏe tốt hơn so với các giống heo thịt thông thường, chúng khá thông minh nên rất dễ huấn luyện.
Ngoài Công viên du lịch Yang Bay tổ chức đua heo, Việt Nam còn có 2 nơi tổ chức đua heo là sân đua ở Long Bình (Thủ Đức) và Làng du lịch sinh thái Củ Chi. Tuy không chuyên nghiệp như một số nơi trên thế giới nhưng thực sự trò chơi này cũng khá hấp dẫn bởi sự mới lạ, ngộ nghĩnh. Tại Vườn Hồng (thôn Muồng Châu, xã Vân Hòa, huyện Ba Vì, Hà Nội) còn có màn đua lợn vui nhộn với 5 đường đua để những chú lợn con thi thố. Rất nhiều chú lợn sau khi về gần tới đích, thấy khán giả cổ vũ nhiệt tình quá lại sợ, quay đầu lại vạch xuất phát, nằm lì không chịu thi đấu, màn đua lợn được rất nhiều địa phương tổ chức, những chú lợn được mang ra đua cũng vì thế mà bớt ì ạch.
Trường đua ở Công viên du lịch Yang Bay (xã Khánh Phú, huyện Khánh Vĩnh, Khánh Hòa, được biết đến với giống lợn Phú Khánh) thì trường đua có 2 đội đua gồm 12 con. Chúng được nuôi và chăm sóc đặc biệt. Khi còn nhỏ, chúng được cho ăn đầy đủ để mau lớn. Đến lúc được 10 kg, sẽ cho ăn theo đúng chế độ để không mập quá và đưa vào tập luyện. Việc tập luyện cũng không khó khăn lắm, chỉ cần tận dụng tính phàm ăn của chúng để huấn luyện cho chúng chạy. Tuy nhiên, nhờ thừa hưởng sức khỏe và độ dẻo dai của heo rừng, nên đội heo đua có thể làm một số động tác khá đặc biệt như vượt rào chắn, nhảy qua vòng sắt. 

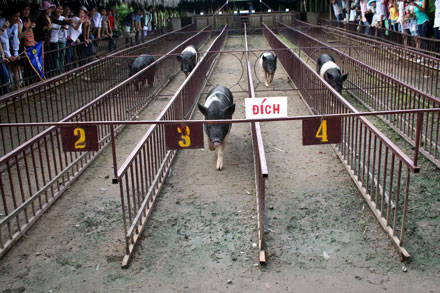
Đua heo ở Mỹ Khánh, những con lợn lang này thuộc giống lợn Ba Xuyên

Trường đua của trò đua này được chia làm 7 làn đường với chiều dài khoảng 30 m và được đánh số thứ tự từ 1 đến 7. chung quanh công việc chuẩn bị cho cuộc đua rất sôi động. Các chú vẫn ủn ỉn đùa giỡn, thậm chí có chú vẫn điềm nhiên nằm ngủ. Nơi gọi là trường đua là một gian nhà được lợp tranh mát mẻ. Ở giữa là một đường đua, bề ngang chừng 3m, dài khoảng 30m. Đường đua nối liền với khu chuồng được chia làm 6 làn chạy có đánh số. Mỗi đường chạy chỉ khoảng 3 tấc, vừa đủ cho 1 chú heo, điểm xuất phát là 6 lồng nhỏ nối liền với 6 đường chạy.
Trước giờ đua vài phút, các tay đua được đưa đến lồng chờ sẵn. Những khán giả mua vé xem có thể đặt cược cho chú heo mình thích để tạo cảm giác hào hứng hơn khi tham gia trò chơi. Bắt đầu cuộc đua, huấn luyện viên và khán giả gõ liên tục vào miếng tôn trên lồng, vừa gõ vừa cổ vũ để kích động các con heo đứng dậy, sau đó dùng gậy chọc vào mông để khi cánh cửa lồng sắt được kéo lên là các chú heo co giò lao nhanh về phía trước trong tiếng reo hò, tán thưởng náo nhiệt của người xem. Phần thưởng cho các những chú heo thắng cuộc là chậu cám đặt ngay ở đích đến. Một khán giả được chọn để làm trọng tài xác định chú heo nào về đích sớm nhất.
Sau khi thực hiện xong phần đua thứ nhất và thưởng thức xong phần thưởng, các chú heo ngoan ngoãn quay trở lại điểm xuất phát bằng lối đi dọc theo đường đua để tiếp tục đua ở những vòng kế tiếp. Thông thường mỗi đợt, các chú đua 3 vòng: vòng 1 chạy bình thường, vòng 2 vượt chướng ngại vật và vòng 3 là nhảy qua vòng sắt. Tuy nhiên, trong những ngày đông khách, các con heo này đua cả chục lần, tinh thần thi đấu chỉ tùy thuộc vào cái bụng. Đói thì chạy thật nhanh để được ăn cám. No rồi thì chán không chạy nữa mà đi cho hết vòng, nên ở các vòng đua sau, các con về đích trước thường chỉ đi cho có lệ vì đã ăn no.
Ngoài ra, còn 12 con lợn của 12 họ đạo tham gia tranh tài trong lễ hội lần đầu tiên được tổ chức ở xã Nga Liên (Nga Sơn, Thanh Hóa) phối hợp với giáo xứ Tam Tổng tổ chức lễ hội đua lợn mừng năm mới, giáo dân thuộc 12 họ đạo của giáo xứ Tam Tổng đã chọn những chú lợn khỏe mạnh, nặng 40–50 kg để bồi bổ, huấn luyện chuẩn bị cho giải đua. Nhiều người còn làm sẵn đường đua tại vườn nhà để tập cho lợn chạy, làm quen với các tiếng reo hò, vỗ tay, những chú lợn được trang trí họa tiết bắt mắt, mua phẩm màu vẽ cho lợn, nhiều con lợn còn được đeo hoa tai, dây chuyền vì ban tổ chức còn chấm giải lợn trang trí đẹp
Ngoài việc chăm sóc, chủ nhân đưa lợn đi đua cũng dành thời gian làm quen có khi mất hơn 5 ngày mới có thể vuốt ve lợn, và lợn quen người sẽ đỡ hoảng sợ khi chạy, sau đó, lợn được chuyển lên các xe ba gác chở đến sân vận động xã. Từng con lợn được đưa vào khung xuất phát. Ban tổ chức cũng kiểm tra kỹ lưỡng về cân nặng, chủng loại, không chấp nhận lợn rừng vì loài này khỏe, chạy nhanh sẽ không đảm bảo công bằng. Sau hiệu lệnh, các chú lợn tranh đua trên đoạn đường 30 m, được rào lại bằng các mảnh đăng lưới. Người dân tiến sát đường đua, phấn khích ngắm những chú lợn được trang trí bắt mắt. Những chú lợn thi nhau chạy về đích trong tiếng reo hò của đội nhà. Ở vòng thi chung kết (lợn thắng từ ba vòng loại), lợn chỉ mất khoảng 10 giây để hoàn thành quãng đường.